# Made in Italy (Rosa Chemical)
Made in Italy è un singolo del cantante italiano Rosa Chemical, pubblicato il 9 febbraio 2023.
Il brano è stato presentato durante la seconda serata del Festival di Sanremo 2023. Al termine della manifestazione si classifica all'ottavo posto.

## Video musicale
Il video, diretto da Mòndeis (Asia Jennifer Lanni e Nicola Bussei), è stato reso disponibile in concomitanza con il lancio del singolo attraverso il canale YouTube del cantante.

## Tracce
Testi di Manuel Franco Rocati, Paolo Antonacci e musiche di Oscar Inglese e Davide Simonetta.
Download digitale, streaming
1. Made in Italy – 2:58

Download digitale, streaming – sped up
1. Made in Italy (Sped up) – 2:28

## Formazione
- Rosa Chemical – voce
- Oscar "Bdope" Inglese, Davide Simonetta – chitarre, synth e programmazione

## Classifiche

### Classifiche settimanali
| Classifica (2023) | Posizione massima |
| ----------------- | ----------------- |
| Italia            | 6                 |

### Classifiche di fine anno
| Classifica (2023) | Posizione |
| ----------------- | --------- |
| Italia            | 39        |